# Medven Draga
Medven Draga is een plaats in de gemeente Krašić in de Kroatische provincie Zagreb. De plaats telt 46 inwoners (2001).